# Nashville (Illinois)
Nashville é uma cidade localizada no estado americano de Illinois, no Condado de Washington.

## Demografia
Segundo o censo americano de 2000, a sua população era de 3147 habitantes.
Em 2006, foi estimada uma população de 3077, um decréscimo de 70 (-2.2%).

## Geografia
De acordo com o United States Census Bureau tem uma área de
7,1 km², dos quais 6,9 km² cobertos por terra e 0,2 km² cobertos por água. Nashville localiza-se a aproximadamente 158 m acima do nível do mar.

## Localidades na vizinhança
O diagrama seguinte representa as localidades num raio de 20 km ao redor de Nashville.